# Nokutela Dube
Nokutela Dube (née Nokutela Mdima en 1873 à Inanda dans la colonie britannique du Natal et morte le 25 janvier 1917 à Johannesbourg en Afrique du Sud) est une enseignante et une musicienne sud-africaine. Elle a été la première femme sud-africaine à fonder une école.
Elle était mariée à John Langalibalele Dube.

## Biographie

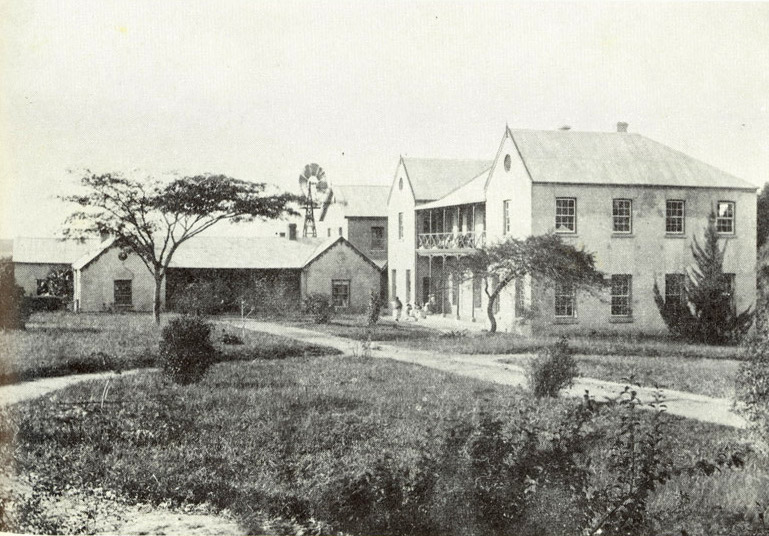
Inanda Seminary School.

Nokutela Mdima est née en 1873 à la mission chrétienne de Inanda située près de Durban, dans la colonie britannique du Natal (sud de l'Afrique). Ses parents sont des chrétiens convertis.
À partir de 1881, elle suit une formation au Inanda Seminary School, une école missionnaire américaine et zoulou, fondée en 1853 par des missionnaires américains, Daniel et Lucie Lindley, puis dirigé en 1873 par James Ngcobo Dube (mort en 1877), fils de la première femme zouloue à s’être convertie au christianisme dans les années 1840 et l'un des premiers pasteurs africains ordonnés africain de la mission. Les Dube sont issus d'une lignée royale, de la tribu zoulou des Qadi. En 1894, John Langalibalele Dube, fils de James Dube, épouse Nokutela Mdima, qui travaille alors comme professeur à la mission.
Le couple Dube quitte l'Afrique du Sud en avril 1896 et se rend en Grande-Bretagne, puis gagne en bateau New York à partir de Southampton en mai 1896. Ils y poursuivent leurs études dans un institut missionnaire à Brooklyn. En novembre, leur histoire est présenté par le New-York Tribune. Son mari n'est pas le premier noir d'Afrique du Sud à se rendre à New York, mais la présence d'une femme, Nokutela Dube, est inhabituel. Le Los Angeles Times inclut Nokutela Duke dans sa série "Women of note" le 13 février 1898. Les journaux mentionnent M. et Mme John Lindley Dube, et décrivent leur allure distinguée(Ce nom de Lindley, est celui des missionnaires, Daniel et Lucie Lindley, qui avait établi la Inanda mission à Inanda. Le rajout de ce patronyme, se substituant à  Langalibalele, est probablement fait pour être plus familier aux lecteurs américains). Leur objectif est alors d'être à leur tour des missionnaires efficaces.
Lors de son séjour aux États-Unis, le couple Dube découvre et s'intéresse au discours d'un enseignant noir, Booker T. Washington, qui milite pour l'émancipation des noirs américains tout en mettant l'accent sur l'éducation et la nécessité de renforcer le poids économique de la communauté noire, pour acquérir un poids politique plus fort. Il plaide également pour une convergence d’intérêt entre les citoyens quelle que soit leur couleur de peau : « Nous pouvons, sous toutes les facettes de notre existence sociale, être séparés comme les doigts, mais nous unir en une main pour toute chose essentielle à notre progrès mutuel. ». Alors qu'elle est en Amérique, le Conseil féminin des Missions publie son histoire, The Story of My Life, en 1898.

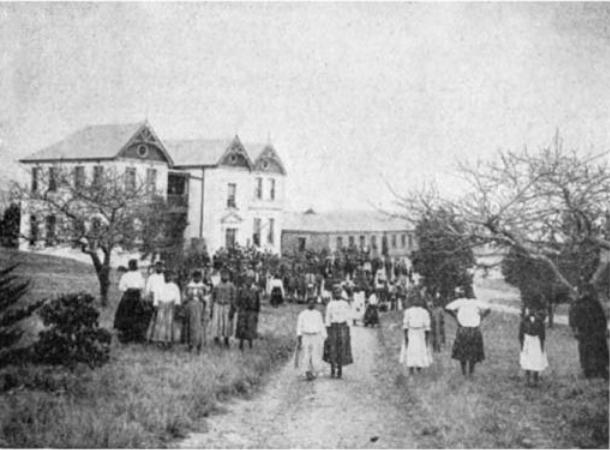
Ohlange école en 1907.

Après leur retour en Afrique du Sud, elle enseigne tout d'abord dans son ancienne école. Puis le couple Dube crée un établissement scolaire secondaire :  l'Ohlange High School, dans le Natal. C'est le premier établissement scolaire dans ce pays à être créé par des enseignants noirs. Dans cette école, elle enseigne la musique, la cuisine, le ménage et la couture, et également le chant et le jeu d'instruments traditionnels. Avec son mari, elle co-écrit Amagama Abantu (Livre de chansons zoulou), publié en 1911. Ce livret, dont elle a écrit la musique, est considéré comme une étape importante dans la création d'un nouveau type de musique chorale zoulou,.

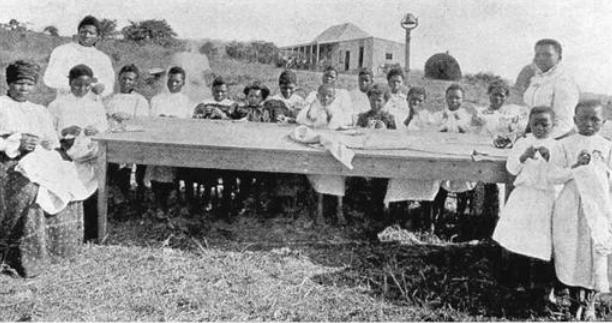
Nokutela avec une classe, à l'Ohlange High School.

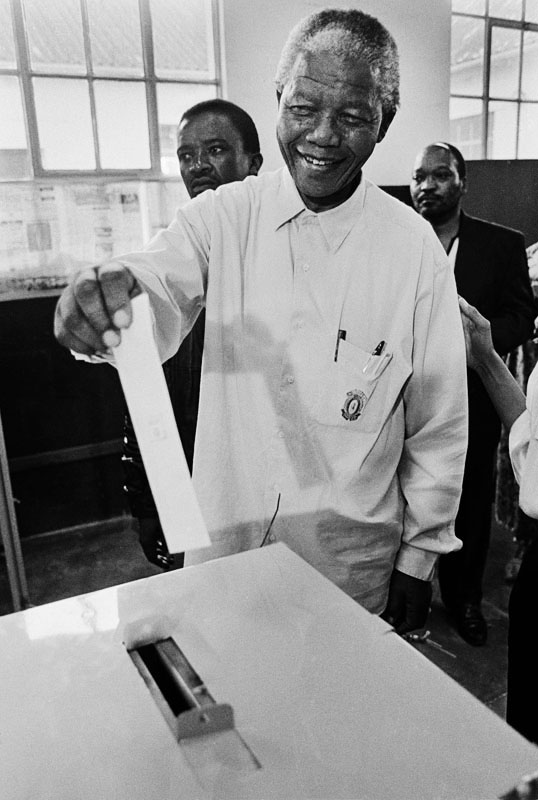
Nelson Mandela votant en 1994 dans les locaux de l'Ohlange High School.

Elle fonde également avec son mari le premier journal en anglais et en zoulou, le Ilanga laseNatali (Le Soleil du Natal) en 1903. Ils sont aussi crédités pour la chanson Nkosi Sikelel' iAfrika, qui est devenue un thème musical très connu et, en 1994, une partie de l'hymne national sud-africain. Le chœur de leur école interprète ce chant sur scène lors de l'assemblée fondatrice de l'ANC en 1912,.
Nokutela et John Dube ne parviennent pas à avoir des enfants ensemble. Par contre, John Dube devient le père d'un enfant avec l'une de leurs élèves. Cet enfant meurt peu après sa naissance. Un comité est mis en place pour enquêter sur son mari, mais ce comité n'a pris aucune mesure et Nokutela se sent humiliée. Le couple se sépare vers 1914, et Nokutela s'installe dans le Transvaal, où elle prêche dans les communautés rurales, avant de devoir se soigner d'une maladie du rein. Elle retourne alors vivre avec son mari à Johannesbourg, et meurt en 1917, à l'âge de 44 ans. Inhumée dans le cimetière de Brixton, sa tombe est enregistrée simplement comme étant celle d'une «Chistian Kaffir» (Cafre chrétienne). Ses obsèques sont suivies par Pixley ka Isaka Seme et d'autres membres éminents de ce qui allait constituer une nouvelle génération du Congrès National Africain.

## Postérité
Elle a inspiré Lillian Tshabalala et d'autres personnes du mouvement appelé The Daughters of Africa,.
En 1994, l'école, qu'elle a cofondée avec son mari, a été choisie symboliquement par Nelson Mandela comme lieu de vote lors des premières élections nationales au suffrage universel sans distinction de races, parce que « tout a commencé là ». Cependant, sa contribution à l'évolution de l'Afrique du Sud et à la croissance de ce qui allait devenir le Congrès national africain est resté longtemps méconnue. De même l'incapacité à avoir des enfants de son couple avec John Dube, et les conséquences sur leur relation, n'ont été longtemps connue que par les beaux-enfants, nièces et neveux,,.
En 2012, le professeur Chérif Keita de Carleton College à Northfield, Minnesota réalise un film sur Nokutela Dube, Ukukhumbula uNokutela – Remembering Nokutela et mène une campagne de sensibilisation sur sa mémoire,,. Une stèle est érigée sur sa tombe après qu'elle a été localisée par Chérif Keita avec l'aide du Service des Parcs de Johannesbourg en 2009,,,.
En août 2016, elle est intronisée au sanctuaire national, le Freedom Park.
En 2017, à la suite de la campagne de Chérif Keita pour sa reconnaissance, Nokutela Dube se voit décerner à titre posthume la distinction la plus élevée d'Afrique du Sud, the Order of the Golden Baobab, 100 ans après sa mort,,.